# تاکسی (مجموعه فیلم)
تاکسی مجموعه‌ای از فیلم‌های کمدی است که توسط فیلمنامه‌نویس و تهیه‌کننده فرانسوی لوک بسون ساخته شده و شامل پنج فیلم است که وقایع آن، عمدتاً در مارسی اتفاق می‌افتد. علاوه بر این، یک بازسازی آمریکایی-فرانسوی از نسخه اصلی ۱۹۹۸ در سال ۲۰۰۴ با عنوان تاکسی ساخته شد. در سال ۲۰۱۴ نیز یک مجموعه تلویزیونی آمریکایی-فرانسوی به‌نام تاکسی بروکلین نیز پخش شد.

## فیلم‌ها
| فیلم        | تاریخ انتشار   | کارگردان(ها)     | فیلمنامه‌نویس(ها)                               | تهیه‌کنندگان                      |
| مجموعهٔ اصلی | مجموعهٔ اصلی    | مجموعهٔ اصلی      | مجموعهٔ اصلی                                    | مجموعهٔ اصلی                      |
| ----------- | -------------- | ---------------- | ---------------------------------------------- | -------------------------------- |
| تاکسی       | ۸ آوریل ۱۹۹۸   | ژرار پیره        | لوک بسون                                       | لوک بسون، میشل پتین و لوران پتین |
| تاکسی ۲     | ۲۹ مارس ۲۰۰۰   | ژرار کراوسیک     | لوک بسون                                       | لوک بسون، میشل پتین و لوران پتین |
| تاکسی ۳     | ۲۹ ژانویه ۲۰۰۳ | ژرار کراوسیک     | لوک بسون                                       | لوک بسون                         |
| تاکسی ۴     | ۱۴ فوریه ۲۰۰۷  | ژرار کراوسیک     | لوک بسون                                       | لوک بسون، لوران پتین و میشل پتین |
| تاکسی ۵     | ۱۱ آوریل ۲۰۱۸  | فرانک گاستامباید | فرانک گاستامبید، استفان کازانجیان و احمد حمیدی | لوک بسون                         |
| بازتولید    |                |                  |                                                |                                  |
| تاکسی       | ۶ اکتبر ۲۰۰۴   | تیم استوری       | رابرت بن گارانت، توماس لنون و جیم کوف          | لوک بسون                         |

### مجموعهٔ اصلی

#### تاکسی (۱۹۹۸)
تاکسی در سال ۱۹۹۸ توسط ژرار پیره بر اساس فیلمنامهٔ لوک بسون فیلم‌برداری شد. داستان دانیل راننده تاکسی جوانی را روایت می‌کند که عاشق ریسک و سرعت بالا است که با پلیس دست و پا چلفتی به‌نام امیلیان برای دستگیری یک باند آلمانی دزدان بانک، متحد می‌شوند. آن‌ها در نهایت به لطف درایت دانیل، در هدف خود، موفق می‌شوند. این فیلم با بودجهٔ ۸٫۱ میلیون دلاری در گیشه ۴۴٫۴ میلیون دلار فروش کرد.

#### تاکسی ۲ (۲۰۰۰)
در سال ۲۰۰۰، کارگردان ژرار کراوسیک دنبالهٔ فیلم نخست را فیلم‌برداری کرد. فیلمنامه‌نویس و تهیه‌کنندهٔ این فیلم، لوک بسون بود. در مرکز داستان، رویارویی دانیل و امیلین در مورد ربوده شدن وزیر دفاع ژاپن قرار دارد که برای آشنایی با دستاوردهای فرانسه در مبارزه با تروریست‌ها وارد مارسی شده است. فروش این فیلم ۶۴٫۴ میلیون دلار در گیشه با بودجهٔ ۱۰٫۷ میلیون یورو بود.

#### تاکسی ۳ (۲۰۰۳)
در سال ۲۰۰۳ تاکسی ۳ منتشر شد. کارگردان، دوباره ژرار کراوسیک بود و لوک بسون همچنان تهیه‌کننده و نویسندهٔ فیلم‌نامه بود. دانیل و امیلیان بار دیگر با هم متحد می‌شوند تا با یک باند سارقان بانک که به‌شکل بابانوئل ظاهر شده‌اند مبارزه کنند. این فیلم با بودجهٔ ۱۴٫۵ میلیون یورویی، ۶۴٫۵ میلیون دلار در گیشه فروش کرد.

#### تاکسی ۴ (۲۰۰۷)
در ۱۴ فوریهٔ ۲۰۰۷، نخستین نمایش فیلم تاکسی ۴ در فرانسه برگزار شد. مانند دو فیلم قبلی، کارگردان ژرار کراوسیک بود و لوک بسون فیلمنامه‌نویس و تهیه‌کننده بود. خطرناک‌ترین جنایتکار جهان، آلبرت ون‌دن‌بوش، به‌دلیل ناتوانی امیلیان، از ایستگاه پلیس مارسی فرار می‌کند. در نتیجه، امیلیان اخراج می‌شود و اکنون با دانیل و همسرش پترا در تلاش برای ردیابی و دستگیری مجرم فراری است. این فیلم، با بودجهٔ ۱۷٫۳ میلیون یورویی بیش از ۶۵ میلیون دلار در گیشه به‌دست‌آورد.

#### تاکسی ۵ (۲۰۱۸)
تاکسی ۵ در تاریخ ۱۲ آوریل ۲۰۱۸ در سینماها به نمایش درآمد. مانند قبل، فیلمنامه‌نویس و تهیه‌کننده لوک بسون بود، در حالی که ژرار کراوسیک با کارگردان جوان، فرانک گاستامبید جایگزین شد. شخصیت‌ها نیز تغییر کردند و به‌جای دانیل و امیلیان، قهرمانان فیلم، برادرزادهٔ دانیل، ادی مخلوف و افسر پلیس پاریسی، سیلوین مارو، به مارسی منتقل شده‌اند. آن‌ها باید باندی از سارقان ایتالیایی را که از اَبَرخودروهای ایتالیایی به‌عنوان وسیلهٔ نقلیهٔ فرار خود استفاده می‌کنند، دستگیر کنند.

### بازتولید

#### تاکسی (۲۰۰۴)
موفقیت سری فیلم‌های تاکسی توجه هالیوود را به‌خود جلب کرد. در سال ۲۰۰۴، استودیوی لوک بسون اروپاکورپ و کمپانی آمریکایی قرن بیستم به‌طور مشترک بازتولیدی از نخستین فیلم تاکسی را ساختند و همان عنوان را حفظ کردند.
بل ویلیامز سریع‌ترین رانندهٔ تاکسی نیویورک است و آرزوی رقابت در نسکار را دارد. اما به‌جای مسابقه، او باید با افسر پلیس، اندی واشبرن، یک کارآگاه و یک رانندهٔ کم‌هوش، هم‌تیم شود. آن‌ها با هم، گروهی از سارقان بانک را به رهبری ونسا تعقیب می‌کنند.
این فیلم از نظر مالی سودآور بود و نزدیک به ۶۹ میلیون دلار در سراسر جهان با بودجهٔ ۲۵ میلیون دلار فروخت اما نقدهای منفی را در راتن تومیتوز با امتیاز ۱۰ درصد دریافت کرد.

### آینده
فرانک گاستامبید در مصاحبه‌ای اعلام کرد که اگر تاکسی ۵ در گیشه، بازدهی خوبی داشته باشد، تاکسی ۶ کار بعدی او خواهد بود. این فیلم با بودجهٔ ۲۰٫۳۹ میلیون یورویی در گیشه شکست خورد و تنها ۳۵ میلیون دلار به‌دست‌آورد. با وجود این، کارگردان همچنان قصد ساخت فیلم ششم را دارد.
سامی ناصری، بازیگر اصلی این مجموعه، در مصاحبه‌ای با نشریهٔ پریمیر گفت که اگر لوک بسون «تیم قدیمی را جمع کند» آماده است در تاکسی ۶ بازی کند.
سابرینا اوزانی در جشنوارهٔ فیلم دینار ۲۰۱۸ تأیید کرد که فیلم ششم، هنوز در مرحلهٔ برنامه‌ریزی است و جزئیات بیشتر، در حال حاضر مشخص نیست.

## تلویزیون
| سریال         | فصل | اپیزودها | نخستین نمایش  | آخرین نمایش | مجری                                             | شبکه‌ها        |
| ------------- | --- | -------- | ------------- | ----------- | ------------------------------------------------ | ------------- |
| تاکسی بروکلین | ۱   | ۱۲       | ۱۴ آوریل ۲۰۱۴ | ۱۲ مه ۲۰۱۴  | گری اسکات تامپسون، استیون تالکین و فرانک اولیویه | تی‌اف۱، ان‌بی‌سی |

### تاکسی بروکلین (۲۰۱۴)
در سال ۲۰۱۴، مجموعه تلویزیونی تاکسی بروکلین، که به‌طور مشترک توسط تلویزیون اروپاکورپ، کانال تلویزیونی فرانسوی تی‌اف۱ و ان‌بی‌سی آمریکا فیلمبرداری و از تلویزیون پخش شد. خالق اصلی سریال گری اسکات تامپسون بود. طرح او، بر اساس نخستین فیلم «تاکسی» بود.
کیتلین «کَت» سالیوان یک کارآگاه پلیس نیویورکی است که در بروکلین کار می‌کند. وی پس از تعلیق امتیازات رانندگی، او به لئو رومبا، یک راننده تاکسی از بروکلین اهل فرانسه تکیه می‌کند. لئو رانندهٔ کت و مشاور واقعی در پرونده‌های او می‌شود. کت در حین حل جنایات با لئو، تحقیقات غیرمجاز خود را در مورد مرگ پدرش نیز انجام می‌دهد.
در سایت راتن تومیتوز، این سریال امتیاز ۳۸٪ را دریافت کرد. در ۶ مارس ۲۰۱۵، ان‌بی‌سی ادامهٔ نمایش این سریال را لغو کرد.

## بازیگران و عوامل

### بازیگران اصلی
| شخصیت                       | مجموعهٔ اصلی    | مجموعهٔ اصلی      | مجموعهٔ اصلی      | مجموعهٔ اصلی      | مجموعهٔ اصلی     | بازتولید    |
| شخصیت                       | تاکسی          | تاکسی ۲          | تاکسی ۳          | تاکسی ۴          | تاکسی ۵         | تاکسی       |
| شخصیت                       | ۱۹۹۸           | ۲۰۰۰             | ۲۰۰۳             | ۲۰۰۷             | ۲۰۱۸            | ۲۰۰۴        |
| --------------------------- | -------------- | ---------------- | ---------------- | ---------------- | --------------- | ----------- |
| دانیل مورالس                | سامی ناصری     | سامی ناصری       | سامی ناصری       | سامی ناصری       |                 |             |
| امیلیان                     | فردریک دیفنتال | فردریک دیفنتال   | فردریک دیفنتال   | فردریک دیفنتال   |                 |             |
| لیلی برتینو                 | ماریون کوتیار  | ماریون کوتیار    | ماریون کوتیار    |                  |                 |             |
| پترا                        | اما ویکلوند    | اما ویکلوند      | اما ویکلوند      | اما ویکلوند      |                 |             |
| کمیسر جرارد گیبر            | برنارد فارسی   | برنارد فارسی     | برنارد فارسی     | برنارد فارسی     | برنارد فارسی    |             |
| آلن ترزور                   | ادوارد مونتوت  | ادوارد مونتوت    | ادوارد مونتوت    | ادوارد مونتوت    | ادوارد مونتوت   |             |
| ژنرال ادموند برتینو         |                | ژان-کریستوف بووت | ژان-کریستوف بووت | ژان-کریستوف بووت |                 |             |
| سیلوین مارو                 |                |                  |                  |                  | فرانک گاستامبید |             |
| ادی مکلوف                   |                |                  |                  |                  | مالیک بنتالها   |             |
| سامیا                       |                |                  |                  |                  | سابرینا اوزانی  |             |
| شنی                         |                |                  |                  |                  | ساند فان روی    |             |
| ایزابل "بل" گرانبها ویلیامز |                |                  |                  |                  |                 | کویین لطیفه |
| کارآگاه اندرو واشبرن        |                |                  |                  |                  |                 | جیمی فلن    |

### سایر عوامل فیلم
| عنوان         | تاکسی           | تاکسی ۲          | تاکسی ۳           | تاکسی ۴                            | تاکسی ۵                                   |
| ------------- | --------------- | ---------------- | ----------------- | ---------------------------------- | ----------------------------------------- |
| کارگردان      | ژرار پیره       | ژرار کراوسیک     | ژرار کراوسیک      | ژرار کراوسیک                       | فرانک گاستامبید                           |
| فیلمنامه      | لوک بسون        | لوک بسون         | لوک بسون          | لوک بسون                           | فرانک گاستامبید استفان کازانجیان لوک بسون |
| ویرایش        | ورونیک لانگ     | تیری هوسه        | یان هروه          | کریستین لوکا ناوارو فردریک توراوال | جولین ری                                  |
| تهیه‌کننده     | لوک بسون        | لوک بسون         | لوک بسون          | لوک بسون                           | لوک بسون                                  |
| تهیه‌کننده     | میشل پتین       |                  |                   |                                    |                                           |
| تهیه‌کننده     | لوران پتین      |                  |                   |                                    |                                           |
| موسیقی        | آخناتون         | الکمیا           | کره و اسکالپ      | تفا، مستا ولستار-دا. اختاپوس       | کر                                        |
| فیلمبردار     | ژان پیر سوور    | جرارد استرین     | جرارد استرین      | پیر مورل                           | وینسنت ریچارد                             |
| مدت فیلم      | ۹۰ دقیقه        | ۸۸ دقیقه         | ۸۷ دقیقه          | ۹۷ دقیقه                           | ۱۰۲ دقیقه                                 |
| بودجه         | ۸٫۱ میلیون یورو | ۱۰٫۷ میلیون یورو | ۱۴٫۴۹ میلیون یورو | ۱۷٫۳ میلیون یورو                   | ۲۰٫۳۹ میلیون یورو                         |
| ژانر          | اکشن کمدی       | اکشن کمدی        | اکشن کمدی         | اکشن کمدی                          | اکشن کمدی                                 |
| کشور          | فرانسه          | فرانسه           | فرانسه            | فرانسه                             | فرانسه                                    |
| شرکت          |                 |                  |                   |                                    |                                           |
| ARP Sélection |                 |                  |                   |                                    |                                           |
| گروه تی‌اف۱    |                 |                  |                   |                                    |                                           |
| استودیوکانال  | استودیوکانال    | استودیوکانال     | آپیپولائی         |                                    |                                           |
| لیلو پروداکشن | لیلو پروداکشن   | اروپاکورپ        | اروپاکورپ         | اروپاکورپ                          |                                           |
| ناشر          | اروپاکورپ       | اروپاکورپ        | اروپاکورپ         | اروپاکورپ                          | اروپاکورپ                                 |

## موسیقی

### موسیقی متن
- Taxi: Original Motion Picture Soundtrack 1998
- Taxi 2: Original Motion Picture Soundtrack 2000
- Taxi 3: Original Motion Picture Soundtrack 2003
- Taxi: Original Motion Picture Soundtrack 2004
- Taxi 4: Original Motion Picture Soundtrack 2007
- Taxi 5: Original Motion Picture Soundtrack 2018

## بازی‌های ویدیویی
تاکسی ۲ – بر اساس تاکسی ۲. در سال ۲۰۰۰ منتشر شد.
تاکسی ۳ – بر اساس تاکسی ۳. در سال ۲۰۰۳ منتشر شد.